# Vetigastropoda
Vetigastropoda é um clado da classe Gastropoda.

## Taxonomia
Ponder & Lindberg (1997) classificaram Vetigastropoda como uma superordem dentro da subclasse Orthogastropoda, contendo 6 superfamílias: Fissurelloidea, Haliotoidea, Lepetodriloidea, Pleurotomarioidea, Seguenzioidea e Trochoidea. Em 2005, Bouchet & Rocroi reclassificaram Vetigastropoda como um clado dentro da classe Gastropoda, contendo 14 superfamílias e três famílias de posição incerta não pertencentes a nenhuma superfamília proposta. Em 2008, Williams e colaboradores redefiniram a superfamília Trochoidea, que passou a incluir a Turbinoidea, e criaram mais duas superfamílias, Angarioidea e Phasianelloidea. A superfamília Neomphaloidea, incluída em Vetigastropoda por Bouchet & Rocroi (2005), foi excluída para um clado próprio, Neomphalina, com posição incerta dentro da Gastropoda.
Análises filogenéticas indicam que este clado seja um dos quatro grupos naturais dentro do Gastropoda (Vetigastropoda, Caenogastropoda, Patellogastropoda e Heterobranchia). A pesquisa sobre a disposição do genoma mitocondrial mostrou que a Vetigastropoda (e Caenogastropoda) retêm majoritariamente a disposição genética ancestral.
Sistemática de Vetigastropoda:
- Superfamília incertae sedis
  - Família Ataphridae Cossmann, 1915
  - Família Crosseolidae Hickman, 2013
  - Família Pendromidae Warén, 1991
  - Família †Schizogoniidae Cox, 1960
  - Família Trochaclididae Thiele, 1928
  - Família † Discohelicidae Schröder, 1995
  - Gênero Sahlingia Warén & Bouchet, 2001
- Superfamília Amberleyoidea Wenz, 1938
- Superfamília Angarioidea Gray, 1857
- Superfamília Eotomarioidea Wenz, 1938
- Superfamília Fissurelloidea Flemming, 1822
- Superfamília Haliotoidea Rafinesque, 1815
- Superfamília Lepetelloidea Dall, 1882
- Superfamília Lepetodriloidea McLean, 1988
- Superfamília Murchisonioidea Koken, 1896
- Superfamília Phasianelloidea Swainson, 1840
- Superfamília Pleurotomarioidea Swainson, 1840
- Superfamília Porcellioidea Koken, 1895
- Superfamília Scissurelloidea Gray, 1847
- Superfamília Seguenzioidea Verrill, 1884
- Superfamília Trochoidea Rafinesque, 1815